# Zakayo Malekwa
Zakayo Malekwa (* 2. února 1951) je tanzanský sportovec a evangelický pastor.
Narodil se v muslimské rodině v Tanzanii. Během služby v armádě začal pěstovat profesionálně atletiku a zejména hod oštěpem. V roce 1982 se stal v hodu oštěpem mistrem Afriky (76,18 m). Druhé místo v hodu oštěpem získal na africkém šampionátu již roku 1979. Účastnil se olympijských her v letech 1980 (16.), 1984 (19.) a 1988 (34.).
Během studijního pobytu v USA se stal křesťanem. Po ukončení sportovní kariéry se stal kazatelem a vystudoval teologii. V současnosti je ředitelem oddělení evangelizace v diecézi Mbulu evangelické luterské církve v Tanzanii.